# 16696 Villamayor
16696 Villamayor este o planetă minoră (asteroid), cu un diametru de 4,327 km, din centura de asteroizi. A fost descoperită pe 28 ianuarie 1995 la Observatorul Național Kitt Peak de Spacewatch. 
Obiectul prezintă o orbită caracterizată de o semiaxă mare de 2,4513214 UAi, o excentricitate de 0,14, o înclinație de 3,34932 ° în raport cu ecliptica.